# Mentol
Mentol – organiczny związek chemiczny, alkohol z grupy terpenoidów, o ostrym, przenikliwym zapachu miętowym, stosowany masowo w przemyśle kosmetycznym i pomocniczych środkach farmaceutycznych.

## Występowanie
Najpowszechniej naturalnie występującym izomerem jest (−)-mentol, czyli (1R,2S,5R)-5-metylo-(prop-2-ylo)cykloheksan-1-ol, który produkowany jest przez różne gatunki mięty. Olejek z mięty polnej zawiera go ok. 70–80%, jest też głównym składnikiem olejku miętowego z mięty pieprzowej, występuje także w wielu olejkach eterycznych innych roślin.
Inne izomery występujące w mniejszych ilościach w mięcie pieprzowej to (+)-neomentol (+)-izomentol i (+)-neoizomentol.

## Otrzymywanie
Przemysłowo uzyskuje się go przez izolację z olejków z mięty polnej, pieprzowej i innych gatunków mięty oraz za pomocą syntezy chemicznej. Izolacja z olejku polega na schłodzeniu produktu i odwirowaniu wytrąconych kryształów.

### Synteza chemiczna
Synteza asymetryczna (−)-mentolu prowadzona jest na skalę tysięcy ton przez japońską firmę Takasago International Corporation przy użyciu metody opracowanej przez laureata Nagrody Nobla, Ryōjiego Noyoriego:

## Właściwości
W temperaturze pokojowej tworzy białe, igłowe kryształki. Słabo rozpuszczalny w wodzie, dobrze rozpuszcza się w polarnych rozpuszczalnikach organicznych. Ze względu na to, że zawiera on 3 centra chiralności, ma 8 izomerów optycznych. Najczęściej spotykany (−)-mentol wykazuje najsilniejsze działanie biologiczne.

Izomery mentolu

Mentol ulega reakcjom typowym dla alkoholi drugorzędowych, na przykład utlenianiu za pomocą trójtlenku chromu do ketonu (mentonu) lub ketokwasu karboksylowego, eliminacji do alkenu (3-mentenu) lub chlorowaniu za pomocą PCl
5 do chlorku mentylu:

## Zastosowanie
Mentol ma własności znieczulające i zmniejszające podrażnienie błon śluzowych. Jego wdychanie lub spożywanie daje szybko odczuwalne wrażenie chłodu i świeżości. Jest stosowany w specyfikach wspomagających leczenie przeziębień i kataru. Jest też dodawany do maści na ból mięśni, aromatyzuje się nim chusteczki higieniczne, papierosy, tabaki, proszki do prania, płyny do mycia naczyń. Jest też stosowany jako jeden ze składników wielu kompozycji zapachowych stosowanych w kosmetyce. Zaaplikowany na dolną powiekę wywołuje łzawienie oczu, przez co znajduje zastosowanie w aktorstwie i modelingu.
W syntezie chemicznej mentol i jego pochodne wykorzystywane są jako pomocniki i katalizatory chiralne.

## Zagrożenia
Mentol jest uważany za bezpieczny składnik produktów spożywczych, jednak w czystej formie jest substancją szkodliwą i odnotowano przypadki zatruć ostrych (objawy obejmują zapalenie skóry i warg, owrzodzenie jamy ustnej, ból brzucha, nudności, obrzęk mózgu, wymioty, bradykardię i dreszcze) spowodowanych spożyciem czystego olejku miętowego. Do zatrucia może doprowadzić też spożycie dużych ilości lub produktów bogatych w mentol lub długotrwałe przyjmowanie preparatów mentolowych. Dawkę śmiertelną dla człowieka szacuje się na 50–150 mg/kg. W 2016 r. opisano pierwszy śmiertelny przypadek zatrucia mentolem, do którego doszło w wyniku wdychania oparów olejku miętowego podczas czyszczenia zbiornika na ten produkt.